# Káto Drys
Káto Drys (grec moderne : Κάτω Δρυς) est un village de Chypre de plus de 129 habitants. Il est à proximité des villages de Páno Léfkara (4 km), Káto Léfkara (4 km), et Vavla (6 km).
Son altitude moyenne est de 520 mètres. Le village est situé sur un terrain vallonné avec des vallées profondes et étroites, où coule la rivière Agios Minas.
Le moine Saint Neophyte, encore appelé Neophyte le Reclus, est né à Káto Drys en 1134. La maison dans laquelle il est né, existe encore aujourd'hui.